# Patrick Pilet
Patrick Pilet (ur. 8 października 1981 w Auch) – francuski kierowca wyścigowy.

## Kariera
Pilet rozpoczął karierę w wyścigach samochodowych w 2000 roku, od startów w Formule France, w której rok później został mistrzem. Poza tym startował we Francuskiej Formule Renault, gdzie zdobył tytuł wicemistrza w 2003 roku, a tytuł mistrza w 2004. W 2004 roku Francuz był również dziewiąty w Europejskim Pucharze Formuły Renault 2000. Później pojawiał się na starcie w Formule Renault 3.5 (11 i 21 miejsce), Francuskim Pucharze Porsche Carrera (tytuł mistrzowski w 2007), American Le Mans Series (trzecia pozycja w klasie GT2 w sezonie 2008), FIA GT Championship, International GT Open oraz w seriach długodystansowych. Tam też największym jego osiągnięciem jak do tej pory było drugie miejsce w klasie GTE Pro wyścigu 24h Le Mans w 2013 roku.

## Statystyki
| Sezon | Seria                                               | Zespół                           | Wyścigi | Zwycięstwa | PP | NO | Podium | Punkty | Pozycja |
| ----- | --------------------------------------------------- | -------------------------------- | ------- | ---------- | -- | -- | ------ | ------ | ------- |
| 2000  | Formuła France                                      |                                  |         |            |    |    |        | 44     | 9       |
| 2001  | Formuła France                                      |                                  |         |            |    |    |        | 108    | 1       |
| 2001  | Francuska Formuła Renault                           | NAC                              | 4       | 0          | 0  | 0  | 0      | 13     | 18      |
| 2002  | Francuska Formuła Renault                           | Graff Racing                     | 8       | 0          | 0  | 1  | 4      | 67     | 6       |
| 2003  | Francuska Formuła Renault                           | Graff Racing                     | 10      | 2          | 1  | 3  | 5      | 178    | 2       |
| 2004  | Francuska Formuła Renault                           | Graff Racing                     | 14      | 5          | 7  | 10 | 10     | 300    | 1       |
| 2004  | Europejski Puchar Formuły Renault 2.0               | Graff Racing                     | 9       | 1          | 0  | 1  | 1      | 100    | 9       |
| 2004  | Formuła Renault Monza                               | Dynamic Engineering              | 2       | 0          | 0  |    | 0      | 8      | 21      |
| 2004  | Belgijska Formuła Renault 1.6                       | Dynamic Engineering              |         |            |    |    |        | 6      | 21      |
| 2005  | Formuła Renault 3.5                                 | Jenzer Motorsport                | 11      | 0          | 0  | 0  | 1      | 43     | 11      |
| 2005  | Formuła Renault 3.5                                 | GD Racing                        | 11      | 0          | 0  | 0  | 1      | 43     | 11      |
| 2006  | Formuła Renault 3.5                                 | GD Racing                        | 15      | 0          | 0  | 0  | 0      | 14     | 21      |
| 2007  | Francuski Puchar Porsche Carrera                    | Graff Racing                     | 14      | 4          | 2  | 0  | 9      | 181    | 1       |
| 2008  | American Le Mans Series – GT2                       | Flying Lizard Motorsports        | 11      | 0          | 0  | 2  | 5      | 139    | 3       |
| 2008  | Italian GT Championship - GT2                       | Autorlando Sport                 | 4       | 0          |    |    | 2      | 25     | 26      |
| 2008  | Grand American Rolex Series - GT                    | Alegra Motorsports               | 1       | 0          | 0  | 0  | 0      | 0      | NS      |
| 2009  | International GT Open                               | IMSA Performance - Matmut        | 16      | 6          | 3  | 4  | 10     | 210    | 3       |
| 2009  | International GT Open - Super GT                    | IMSA Performance - Matmut        | 16      | 6          | 3  | 4  | 10     | 91     | 3       |
| 2009  | Le Mans Series – LMGT2                              | IMSA Performance - Matmut        | 5       | 0          | 0  | 0  | 2      | 19     | 6       |
| 2009  | FIA GT - GT2                                        |                                  | 1       | 0          | 0  | 0  | 0      | 0      | NS      |
| 2009  | Grand American Rolex Series - GT                    | Wright Motorsports               | 1       | 0          | 0  | 0  | 1      | 30     | 56      |
| 2009  | 24h Le Mans – GT2 class                             | IMSA Performance - Matmut        | 1       | 0          | 0  | 1  | 0      | N/A    | NS      |
| 2010  | International GT Open                               | IMSA Performance Matmut          | 16      | 4          | 1  | 5  | 8      | 181    | 4       |
| 2010  | International GT Open - Super GT                    | IMSA Performance Matmut          | 16      | 4          | 1  | 5  | 8      | 78     | 4       |
| 2010  | Le Mans Series – LMGT2                              | IMSA Performance Matmut          | 5       | 0          | 0  | 0  | 1      | 47     | 5       |
| 2010  | American Le Mans Series – GT2                       | Team Falken Tire                 | 2       | 0          | 0  | 0  | 0      | 4      | 31      |
| 2010  | Italian GT Championship - GT3                       | Autorlando Sport                 | 2       | 2          | 1  | 0  | 2      | 30     | 14      |
| 2010  | 24H Series - A6                                     | IMSA Performance Matmut          | 1       | 1          | 1  | 0  | 1      | 0      | NS†     |
| 2010  | FIA GT2 European Cup                                | IMSA Performance Matmut          | 1       | 0          | 0  | 0  | 1      |        | 2       |
| 2010  | 24h Le Mans – GT2 class                             | IMSA Performance Matmut          | 1       | 0          | 0  | 0  | 0      | N/A    | 5       |
| 2011  | Le Mans Series – LM GTE Pro                         | IMSA Performance Matmut          | 5       | 0          | 0  |    | 1      | 27     | 6       |
| 2011  | American Le Mans Series – GT                        | Flying Lizard Motorsports        | 1       | 0          | 0  | 0  | 1      | 30     | 18      |
| 2011  | Grand American Rolex Series - GT                    | TRG/Black Swan Racing/GMG Racing | 1       | 0          | 0  | 0  | 0      | 16     | 57      |
| 2011  | 24h Le Mans – GTE Pro                               | IMSA Performance - Matmut        | 1       | 0          | 0  | 0  | 0      | N/A    | 5       |
| 2012  | International GT Open                               | Imsa Performance Matmut          | 15      | 1          | 1  | 1  | 5      | 152    | 6       |
| 2012  | International GT Open - Super GT                    | Imsa Performance Matmut          | 15      | 1          | 2  | 1  | 6      | 63     | 6       |
| 2012  | American Le Mans Series – GT                        | Flying Lizard Motorsports        | 1       | 0          | 0  | 0  | 0      | 12     | 23      |
| 2012  | American Le Mans Series – GTC                       | TRG                              | 1       | 1          | 0  | 0  | 1      | 0      | NS†     |
| 2012  | FIA World Endurance Championship – LMGTE Am         | Flying Lizard Motorsports        | 1       | 0          | 1  | 1  | 1      | 0      | NS†     |
| 2012  | FIA World Endurance Championship – LMGTE Pro        | Team Felbermayr-Proton           | 1       | 0          | 0  | 0  | 1      | 0      | NS†     |
| 2012  | Grand American Rolex Series - GT                    | TRG                              | 1       | 0          | 0  | 0  | 0      | 0      | NS      |
| 2012  | 24h Le Mans – GTE Am                                | Flying Lizard Motorsports        | 1       | 0          | 0  | 0  | 0      | N/A    | 4       |
| 2012  | FIA World Endurance Championship                    | Team Felbermayr-Proton           |         |            |    |    |        | 0      | NS      |
| 2012  | VLN Endurance                                       | Manthey Racing                   |         |            |    |    | 1      | 0      | NS†     |
| 2013  | FIA World Endurance Championship – LMGTE Pro        | Porsche AG Team Manthey          | 8       | 0          | 0  | 0  | 5      | 0      | NS†     |
| 2013  | 24h Nürburgring - SP9 GT3                           |                                  | 1       | 0          | 0  | 0  | 0      | N/A    | 12      |
| 2013  | Blancpain Endurance Series – GT3 Pro Cup            | Manthey Racing                   | 1       | 0          | 0  | 0  | 1      | 39     | 7       |
| 2013  | Grand American Rolex Series - GT                    | MOMO/NGT Motorsport              | 1       | 0          | 0  | 1  | 0      | 16     | 62      |
| 2013  | 24h Le Mans – GTE Pro                               | Porsche AG Team Manthey          | 1       | 0          | 0  | 0  | 0      | N/A    | 2       |
| 2013  | FIA World Endurance Championship Cup for GT Drivers | Porsche AG Team Manthey          |         |            |    |    |        | 99,5   | 6       |
| 2014  | 24h Le Mans – GTE Pro                               | Porsche Team Manthey             | 1       | 0          | 0  | 0  | 0      | N/A    | 7       |

## Wyniki w Formule Renault 3.5
| Legenda oznaczeń w tabelach wyników Wyświetl szablon na nowej stronie | Legenda oznaczeń w tabelach wyników Wyświetl szablon na nowej stronie                                                                     |
| Oznaczenie                                                            | Wyjaśnienie |
| --------------------------------------------------------------------- | --- |
| Złoty                                                                 | Zwycięzca lub mistrzostwo |
| Srebrny                                                               | 2. miejsce lub wicemistrzostwo |
| Brązowy                                                               | 3. miejsce lub II wicemistrzostwo |
| Zielony                                                               | Ukończył, punktował (w klasyfikacji generalnej, gdy zdobył co najmniej jeden punkt na przestrzeni sezonu, poza trzema powyższymi opcjami) |
| Niebieski                                                             | Ukończył, nie punktował (w klasyfikacji generalnej, gdy nie zdobył co najmniej jednego punktu na przestrzeni sezonu)                      |
| Czerwony                                                              | Nie zakwalifikował się (NZ) |
| Czerwony                                                              | Nie prekwalifikował się (NPK) |
| Różowy                                                                | Nie ukończył (NU) |
| Różowy                                                                | Niesklasyfikowany (NS) (w klasyfikacji generalnej, gdy nie został sklasyfikowany w żadnym wyścigu sezonu)                                 |
| Czarny                                                                | Zdyskwalifikowany (DK) |
| Czarny                                                                | Wykluczony (WYK/EX) |
| Biały                                                                 | Nie wystartował (NW) |
| Biały                                                                 | Kontuzjowany (K/INJ) |
| Biały                                                                 | Wyścig odwołany (OD/C) |
| Bez koloru                                                            | Został wycofany (WYC/WD) |
| Bez koloru                                                            | Nie przybył (NP/DNA) |
| Bez koloru                                                            | Nie brał udziału w treningach (NT/DNP) |
| Bez koloru                                                            | Nie został zgłoszony (–) |
| Pogrubienie                                                           | Start z pole position |
| Kursywa                                                               | Najszybsze okrążenie wyścigu |
| †                                                                     | Nie ukończył, ale jego rezultat został zaliczony ze względu na przejechanie więcej niż 90% dystansu wyścigu.                              |
| *                                                                     | Sezon w trakcie |
| 1/2/3                                                                 | Punktowana pozycja w sprincie kwalifikacyjnym                                                                                             |
| Lista systemów punktacji Formuły 1                                    | |

| Rok  | Zespół            | Wyniki w poszczególnych eliminacjach | Wyniki w poszczególnych eliminacjach | Wyniki w poszczególnych eliminacjach | Wyniki w poszczególnych eliminacjach | Wyniki w poszczególnych eliminacjach | Wyniki w poszczególnych eliminacjach | Wyniki w poszczególnych eliminacjach | Wyniki w poszczególnych eliminacjach | Wyniki w poszczególnych eliminacjach | Wyniki w poszczególnych eliminacjach | Wyniki w poszczególnych eliminacjach | Wyniki w poszczególnych eliminacjach | Wyniki w poszczególnych eliminacjach | Wyniki w poszczególnych eliminacjach | Wyniki w poszczególnych eliminacjach | Wyniki w poszczególnych eliminacjach | Wyniki w poszczególnych eliminacjach | Punkty | Pozycja |
| ---- | ----------------- | ------------------------------------ | ------------------------------------ | ------------------------------------ | ------------------------------------ | ------------------------------------ | ------------------------------------ | ------------------------------------ | ------------------------------------ | ------------------------------------ | ------------------------------------ | ------------------------------------ | ------------------------------------ | ------------------------------------ | ------------------------------------ | ------------------------------------ | ------------------------------------ | ------------------------------------ | ------ | ------- |
| 2005 |                   | BEL                                  | BEL                                  | MON                                  | VAL                                  | VAL                                  | FRA                                  | FRA                                  | BIL                                  | BIL                                  | DEU                                  | DEU                                  | GBR                                  | GBR                                  | PRT                                  | PRT                                  | ITA                                  | ITA                                  | 43     | 11      |
| 2005 | Jenzer Motorsport | 10                                   | 7                                    | 13                                   | 6                                    | 7                                    | 8                                    | 10                                   | -                                    | -                                    | -                                    | -                                    | -                                    | -                                    | -                                    | -                                    | -                                    | -                                    | 43     | 11      |
| 2005 | GD Racing         | -                                    | -                                    | -                                    | -                                    | -                                    | -                                    | -                                    | -                                    | -                                    | -                                    | -                                    | -                                    | -                                    | 7                                    | 8                                    | 4                                    | 3                                    | 43     | 11      |
| 2006 |                   | ZOL                                  | ZOL                                  | MON                                  | TUR                                  | TUR                                  | ITA                                  | ITA                                  | SFR                                  | SFR                                  | DEU                                  | DEU                                  | GBR                                  | GBR                                  | FRA                                  | FRA                                  | ESP                                  | ESP                                  | 14     | 21      |
| 2006 | GD Racing         | 21                                   | NU                                   | 13                                   | NU                                   | 7                                    | 15                                   | 12                                   | 21†                                  | 14                                   | -                                    | -                                    | -                                    | -                                    | -                                    | -                                    | -                                    | -                                    | 14     | 21      |
| 2006 | Tech 1 Racing     | -                                    | -                                    | -                                    | -                                    | -                                    | -                                    | -                                    | -                                    | -                                    | -                                    | -                                    | 13                                   | 14                                   | 5                                    | 7                                    | 14                                   | 19†                                  | 14     | 21      |